# Entomofagija
Entomofagíja (iz starogrškega ἔντομον éntomon »žuželka« in φαγεῖν phagein »jesti«) je prehranjevanje z žuželkami. Alternativni izraz je žužkojedstvo. Izraza za organizme, ki izvajajo entomofagijo, sta entomofag in žužkojed.
Včasih je entomofagija opredeljena tudi kot prehranjevanje s členonožci, ki niso žuželke, kot so pajkovci in stonoge; prehranjevanje s pajkovci se lahko imenuje tudi arahnofagija.

## Pri neljudeh
Entomofagija je razširjena med številnimi živalmi, vključno s prvaki, ki niso ljudje. Živali, ki se prehranjujejo predvsem z žuželkami, imenujemo žužkojede.
Žuželke, gliste in glive, ki se prehranjujejo z žuželkami, se včasih imenujejo entomofage, zlasti v okviru biološkega nadzora. Te se lahko natančneje razvrstijo v plenilce, zajedavce ali parazitoide, medtem ko se virusi, bakterije in glive, ki rastejo na žuželkah ali v njih, lahko imenujejo tudi entomopatogeni.

## Pri ljudeh
Znanstveno je entomofagija opisana kot razširjena med nečloveškimi prvaki in pogosta v številnih človeških skupnostih. Strokovni izraz za človeško prehranjevanje z žuželkami je antropo-entomofagija. Jajčeca, ličinke, bube in odrasle osebke nekaterih žuželk so ljudje jedli od prazgodovine do danes. Približno 3.000 etničnih skupin izvaja entomofagijo. Človeško prehranjevanje z žuželkami (antropo-entomofagija) je značilno za kulture v večini delov sveta, vključno s Srednjo in Južno Ameriko, Afriko, Azijo, Avstralijo in Novo Zelandijo. Osemdeset odstotkov svetovnih narodov se prehranjuje z žuželkami, ki pripadajo 1.000 do 2.000 različnim vrstam. FAO je registrirala približno 1.900 vrst užitnih žuželk in ocenjuje, da je bilo leta 2005 na svetu približno dve milijardi potrošnikov žuželk. FAO predlaga uživanje žuželk kot možno rešitev za degradacijo okolja, ki jo povzroča živinoreja.
V nekaterih družbah, predvsem zahodnih, je entomofagija redka ali tabu. Danes je uživanje žuželk v Severni Ameriki in Evropi redko, vendar so žuželke drugod še vedno priljubljeno živilo, nekatera podjetja pa poskušajo žuželke kot živilo uvesti v zahodno prehrano kljub velikemu nasprotovanju lokalnega prebivalstva. Nedavna analiza podatkov Google Trendi je pokazala, da se ljudje na Japonskem od leta 2013 vse bolj zanimajo za entomofagijo.